# Bulgarian International 1992
Die Bulgarian International 1992 im Badminton fanden vom 13. bis zum 15. November 1992 in Sofia statt.

## Medaillengewinner
| Disziplin    | Gold                                   | Silber                          | Bronze                             |
| ------------ | -------------------------------------- | ------------------------------- | ---------------------------------- |
| Herreneinzel | Anatoliy Skripko                       | Mihail Popov                    | Stojan Ivantchev                   |
| Herreneinzel | Anatoliy Skripko                       | Mihail Popov                    | Jasen Borisov                      |
| Dameneinzel  | Victoria Hristova                      | Neli Nedjalkova                 | Renni Assenova                     |
| Dameneinzel  | Victoria Hristova                      | Neli Nedjalkova                 | Dimitrinka Dimitrova               |
| Herrendoppel | Svetoslav Stoyanov Mihail Popov        | Boris Kessov Anatoliy Skripko   | Stojan Ivantchev Teodor Velkov     |
| Herrendoppel | Svetoslav Stoyanov Mihail Popov        | Boris Kessov Anatoliy Skripko   | Konstantin Dobrev Mishev           |
| Damendoppel  | Victoria Hristova Dimitrinka Dimitrova | Neli Nedjalkova Renni Assenova  | Tatiana Hristova Marina Kasimova   |
| Damendoppel  | Victoria Hristova Dimitrinka Dimitrova | Neli Nedjalkova Renni Assenova  | Raina Tzvetkova Dragomira Vasileva |
| Mixed        | Pentcho Stojnov Raina Tzvetkova        | Jeliazko Valkov Neli Nedjalkova | Florin Balaban Alina Pieptu        |
| Mixed        | Pentcho Stojnov Raina Tzvetkova        | Jeliazko Valkov Neli Nedjalkova | Plamen Peev Dimitrinka Dimitrova   |

Anmerkungen
1. ↑  Europäischer Verband und tournamentsoftware.com publizieren unterschiedliche Sieger im Damendoppel und im Mixed. Die hier erwähnten Sieger stammen von tournamentsoftware.com. Der europäische Verband veröffentlicht als Sieger des Doppels die hier genannten Zweitplatzierten, als Sieger des Mixeds Svetoslav Stoyanov als eingesetzten Herren.

## Finalergebnisse
| Disziplin    | Sieger                                 | Finalist                        | Ergebnis           |
| ------------ | -------------------------------------- | ------------------------------- | ------------------ |
| Herreneinzel | Anatoliy Skripko                       | Mihail Popov                    | 15–5, 15–3         |
| Dameneinzel  | Victoria Hristova                      | Neli Nedjalkova                 | 11–4, 6–11 retired |
| Herrendoppel | Svetoslav Stoyanov Mihail Popov        | Boris Kessov Anatoliy Skripko   | 15–13, 16–18, 15–7 |
| Damendoppel  | Victoria Hristova Dimitrinka Dimitrova | Neli Nedjalkova Renni Assenova  | w.o.               |
| Mixed        | Pentcho Stojnov Raina Tzvetkova        | Jeliazko Valkov Neli Nedjalkova | w.o.               |